# Peter Bohren
Peter Bohren, né le 20 juin 1822 à Grindelwald et mort le 4 juillet 1882 au Chalet Gleckstein, est un guide de haute montagne suisse, qui exerça à Grindelwald.
Le 7 juillet 1845, il participa à la seconde ascension du Wetterhorn (la première directement depuis Grindelwald) avec Franz Fankhauser et Gottfried Roth, et les guides Christian Miche et Johann Bohren. Neuf ans plus tard, en 1854, le guide Ulrich Lauener mena l'anglais Alfred Wills au Wetterhorn après lui avoir déclaré que personne n'en avait encore réussi l'ascension, tout en insistant pour engager comme guide supplémentaire Peter Bohren (le fait de guider un client pour une première ascension rapportait plus d'argent aux guides). Cette ascension fameuse et le récit qu'en fit Wills marquent le début de l'âge d'or de l'alpinisme.
Parmi ses autres ascensions figurent :
- 11 août 1858, première ascension de l'Eiger avec Charles Barrington et le guide Christian Almer ;
- 8 septembre 1859, il mène le premier touriste, G.S.L Fox, au sommet de l'aiguille du Midi avec les guides chamoniards François Cachat et François Couttet[2] ;
- 18 juin 1859, première de l'Aletschhorn avec Francis Fox Tuckett et les guides Johann Joseph Bennen et V. Tairraz ;
- 27 août 1868, première de l'Ebenefluh avec Thomas Lloyd Murray Browne et le guide Peter Schlegel ;
- 1867 : la première traversée hivernale du Finsteraarjoch et de la Strahlegg ;
- 17 janvier 1874 : première ascension hivernale du Mönch avec le professeur Fritz Bischoff, le guide Peter Egger et les porteurs Peter Michel père et fils.

En 1864, Daniel Dolfuss-Ausset le cite comme le guide de l'Oberland bernois ayant accompli le plus d'ascensions (dont 5 de la Jungfrau, 6 du Wetterhorn, 7 du mont Blanc, et 6 du mont Rose), et un « intrépide chasseur de chamois » (63 de 1842 à 1861).
Parti pour accompagner un client pour une ascension du Wetterhorn avec son collègue Peter Baumann, il meurt soudainement au chalet Gleckstein, le 4 juillet 1882.

## Sources
- Article Peter Bohren dans le Dictionnaire historique de la Suisse en ligne.
- Carl Egger, Pioniere der Alpen : 30 Lebensbilder der grossen Schweizer Bergführer von Melchior Anderegg bis Franz Lochmatter. 1827-1933, Amstutz, Herdeg & Co., 1946
- Carus Dunlop Cunningham et Sir William de Wiveleslie Abney, The pioneers of the Alps, Sampson Low, Marston, Searle, & Rivington, 1887, pp. 143-145